# Ludo srce
Ludo srce je drugi glasbeni album srbske pop-folk pevke Svetlane Ražnatović - Cece, ki je bil objavljen junija 1989, v beograjski založbeni hiši  PGP RTB. 
Pesem Lepotan je postala najbolj popularna uspešnica z albuma, ki jo pevka poje tudi dandanes, na vseh svojih turnejah. 
Album je izšel v dveh različicah: na kaseti in na LP plošči. 

## Seznam skladb
| Št.             | Naslov                      | Besedilo        | Glasba          | Dolžina |
| --------------- | --------------------------- | --------------- | --------------- | ------- |
| 1.              | „Ludo srce‟                 | O. Makić        | D. Ivanković    | 4:20    |
| 2.              | „Lepotan‟                   | O. Makić        | D. Ivanković    | 3:50    |
| 3.              | „Budi dečko moj‟            | O. Makić        | D. Ivanković    | 3:15    |
| 4.              | „Greška‟                    | D. Erić         | D. Ivanković    | 3:50    |
| 5.              | „Zabraniću srcu da te voli‟ | Z. Matić        | M. Kodić        | 3:15    |
| 6.              | „Dođi...‟                   | S. Zagrađanin   | D. Ivanković    | 4:00    |
| 7.              | „Hej, ljubavi, ljubavi‟     | S. Spasić       | M. Kodić        | 3:30    |
| 8.              | „Od glave do pete‟          | M. Kodić        | M. Kodić        | 3:08    |
| Skupna dolžina: | Skupna dolžina:             | Skupna dolžina: | Skupna dolžina: | 29:08   |

## Promocija albuma
Pevka je za svoj drugi album posnela dva videospota, in sicer za pesmi Lepotan in Ludo srce.  
Leta 1990 je Ceca objavila svojo prvo videokaseto (VHS) z videospotoma ter televizijskimi izvedbami nekaterih pesmi s tega albuma. 
Koncertna promocija albuma se je zgodila na prvi jugoslovanski turneji, leta 1993.

## Naklada
Drugi Cecin album je dosegel dve nakladi: LP plošča "diamantsko" naklado (po standardih založbene hiše PGP RTB, je to pomenilo najmanj 200 tisoč prodanih izvodov), MC kaseta pa "platinasto" (po standardih založbene hiše PGP RTB, je to pomenilo najmanj 100 tisoč prodanih izvodov).  

## Zgodovina objave albuma
| Država      | Datum       | Založba   | Oblika    |
| ----------- | ----------- | --------- | --------- |
| Jugoslavija | junij, 1989 | PGP RTB   | MC, LP    |
| Po svetu    | 2013        | CecaMusic | Digitalno |

## Uspeh na portalu YouTube
Celoten album je bil leta 2013 objavljen na pevkini uradni YouTube strani. Pesem Lepotan trenutno šteje več kot 5 milijonov ogledov. (avgust 2019) 

## Ostale informacije
- Aranžmaji: M. Kodić in A. Ilić
- Producent: D. Ivanković
- Tonski snemalec: D. Vukičević
- Fotograf: M. Isailović
- Oblikovanje plošče: I. Ćulum
- Glasbeni urednik: M. Đorđević
- Glavni in odgovorni urednik: S. Terzić
- Recenzija: M. Božović